# Batíades
Els batíades (dinastia batíada) era una dinastia de Cirene que va regnar des del 631 aC al 450 aC. Va tenir vuit reis a més d'un usurpador de la família reial i un desè rei (el darrer) que va exercir breument fora de la ciutat fins a la seva mort. Segons Heròdot, va prendre el nom del seu primer rei Batos I, que va fundar la ciutat de Cirene.
Els reis batíades de Cirenaica van ser:
- Batos I
- Arcesilau I
- Batos II Eudamó
- Arcesilau II el cruel
- Batos III
- Arcesilau III
- Batos IV el bell
- Arcesilau IV

L'usurpador portava per nom Learcos, probablement germà d'Arcesilau II, que es va proclamar breument rei entre aquest i Batos III.
Un descendent famós dels batíades va ser l'escriptor i poeta Cal·límac de Cirene.